# Biegi narciarskie na Zimowych Igrzyskach Paraolimpijskich 2014 – sztafeta otwarta 4 × 2,5 km
Zawody biegowe (sztafeta) na dystansie 4 × 2,5 kilometra dla mężczyzn i kobiet niedowidzących/niewidomych stojących oraz na wózkach odbyły się 15 marca o godz. 12:00 w Kompleksie narciarsko-biathlonowym „Łaura”.

## Finał
| Rk. | NR | Zawodnicy                                                             | Kraj              | Praca | Czas końcowy | Strata  |
| --- | -- | --------------------------------------------------------------------- | ----------------- | ----- | ------------ | ------- |
| 1.  | 4  | Roman Petuszkow Władysław Lekomcew Grigorij Murygin Ruszan Minnegułow | Rosja             | 369%  | 24:22,8      | -       |
| 2.  | 10 | Ołena Jurkowska Igor Reptiuk Jurij Utkin Witalij Łukjanienko          | Ukraina           | 367%  | 25:17,9      | +55,1   |
| 3.  | 2  | Benjamin Daviet Thomas Clarion                                        | Francja           | 358%  | 25:30,3      | +1:07,5 |
| 4.  | 8  | Chris Klebl Brian McKeever                                            | Kanada            | 364%  | 25:51,9      | +1:29,1 |
| 5.  | 5  | Jauhien Łukjanienka Wasilij Szapcjaboi Jadwiha Skorabahataja          | Białoruś          | 364%  | 26:04,2      | +1:41,4 |
| 6.  | 6  | Kamil Rosiek Witold Skupień                                           | Polska            | 352%  | 28:01,6      | +3:38,8 |
| 7.  | 3  | Cheng Shishuai Du Haitao Liu Jianhui Zou Dexin                        | Chiny             | 365%  | 29:25,8      | +5:03,0 |
| 8.  | 9  | Maija Jarvela Juha Harkonen Rudolf Klemetti Lasse Kankkunen           | Finlandia         | 365%  | 29:55,1      | +5:32,3 |
| 9.  | 7  | Augusto Jose Perez Omar Bermejo Bryan Price Kevin Burton              | Stany Zjednoczone | 367%  | 29:58,3      | +5:35,5 |
| 10. | 1  | Alexandr Kolyadin Kairat Kanafin Zhanyl Baltabayeva                   | Kazachstan        | 362%  | 32:48,8      | +8:26,0 |